# 鲍里斯·罗曼琴科
鲍里斯·蒂莫菲约维奇·罗曼琴科（烏克蘭語：Борис Тимофійович Романченко；1926年1月20日—2022年3月18日），乌克兰公众人物、活动家和非犹太人纳粹大屠杀幸存者，曾于布痕瓦尔德、多拉和贝尔根-贝尔纳粹集中营中幸存。他在2022年俄罗斯入侵乌克兰期间在哈尔科夫被俄罗斯炮擊身亡。

## 生平
罗曼琴科于1926年1月20日出生于乌克兰苏维埃社会主义共和国苏梅州。
16岁时，罗曼琴科遭到逮捕并送到纳粹德国多特蒙德的煤矿里做苦工。在越狱失败后，罗曼琴科被关押在布痕瓦尔德集中营，并被迫在佩讷明德陆军研究中心生产V-2火箭。之后他被转移到米特尔堡-多拉集中营，最后转移到贝尔根-贝尔森集中营后获释。回国后，他選擇在哈尔科夫升學。
罗曼琴科在脫離苦海后，积极分享自己在集中营的记忆，并参加纳粹大屠殺的紀念活動。他曾担任布痕瓦尔德-多拉前囚犯国际委员会副主席。罗曼琴科之后多次回到自己被囚禁的地方，他表示虽然呆在那里很痛苦，但这是一个难得的机会可以让我见到那些从集中营中幸存下来的人。
2015年4月12日，罗曼琴科在布痕瓦尔德集中营遗址演講，用俄语念出布痕瓦尔德抵抗运动誓言：“Наш идеал — построить новый мир мира и свободы”（“我们的理想是建设一个和平与自由的新世界”）。

## 死亡
2022年3月18日，罗曼琴科在哈尔科夫萨尔蒂夫卡遭到俄罗斯炮擊身亡。
他的孙女尤利娅·罗曼琴科说，这地区遭到炮擊后，他雖立刻赶到到爷爷家，可是房子已被完全烧毁。乌克兰外交部长德米特罗·库列巴在推特上评论道：“希特勒的幸存者，遭到普京谋杀，简直就是无法形容的罪行。”

## 纪念
2022年11月9日，德国莱比锡市议会决定，将戈利斯地区的圖姆古特大街（德語：Turmgutstraße；俄罗斯联邦总领事馆所在地）更名为鮑里斯·羅曼琴科大街（Boris-Romantschenko-Straße），以纪念罗曼琴科。